# Pangaimotu
Pangaimotu es la capital del distrito de Pangaimotu, en la isla de Pangaimotu, Tonga. Tiene una población de 696 habitantes en 2021.